# Гимнастика на Летњим олимпијским играма 1896.
Гимнастика на Олимпијским играма 1896 у Атини, била је заступљена са осам гимнастичких дисциплина. Такмичење је одржано на стадиону Панатинаико (на отвореном), трајало је три дана у периоду од 9 до 11. априла. Организовао га је Пододбор МОКа за рвање и гимнастику, уз учешће 71 такмичара из 9 земаља.

## Земље учеснице
- Бугарска (1)
- Данска (1)
- Француска (1)
- Немачка (11)
- Уједињено Краљевство(1)
- Грчка {52}
- Мађарска (2)
- Шведска (1)
- Швајцарска (1)

## Освајачи медаља
Ове медаље МОК је доделио ретроактивно. У време игара победници су добијали сребрну медаљу, а остала места нису добијала никакву награду.
| Дисциплина               | |                                                                                           |                                                                                    |
| Вратило детаљи           | Херман Вајнгертнер · Немачко царство | Алфред Флатов · Немачко царство                                                           | нико                                                                               |
| Разбој детаљи            | Алфред Флатов · Немачко царство | Луис Цутер · Швајцарска                                                                   | нико                                                                               |
| Коњ са хватаљкама детаљи | Луис Цутер · Швајцарска | Херман Вајнгертнер · Немачко царство                                                      | нико                                                                               |
| Прескок детаљи           | Карл Шуман · Немачко царство | Луис Цутер · Швајцарска                                                                   | Херман Вајнгертнер · Немачко царство                                               |
| Кругови детаљи           | Јоанис Митропулос · Грчка | Херман Вајнгертнер · Немачко царство                                                      | Петрос Персакис · Грчка                                                            |
| Конопац детаљи           | Николаос Андријакопулос · Грчка 14,0 м | Томас Ксенакис · Грчка 14,0 м                                                             | Фриц Хофман · Немачко царство 12,5 м                                               |
| Разбој екипно детаљи     | Немачко царство · Конрад Бекер · Алфред Флатов · Густав Флатов · Георг Хилмар · Фриц Хофман · Фриц Мантојфел · Карл Нојкирх · Рихард Рештел · Густав Шуфт · Карл Шуман · Херман Вајнгертнер | Грчка · Николаос Андријакопулос · Сотирос Атанасопулос · Петрос Персакис · Томас Ксенакис | Грчка · Јоанис Хрисафис · Јоанис Митропулос · Димитриос Лундрас · Филипос Карвелас |
| Вратило екипно детаљи    | Немачко царство · Конрад Бекер · Алфред Флатов · Густав Флатов · Георг Хилмар · Фриц Хофман · Фриц Мантојфел · Карл Нојкирх · Рихард Рештел · Густав Шуфт · Карл Шуман · Херман Вајнгертнер | нико                                                                                      | нико                                                                               |

## Биланс медаља
|   | Земља      |   |   |   |    |
| - | ---------- | - | - | - | -- |
| 1 | Немачка    | 5 | 3 | 2 | 10 |
| 2 | Грчка      | 2 | 2 | 2 | 6  |
| 3 | Швајцарска | 1 | 2 | 0 | 3  |
|   | Укупно (3) | 8 | 7 | 4 | 19 |

Бугарска, Данска, Француска, Уједињено Краљевство, Мађарска, и Шведска иако су у гимнастици имали такмичаре нису освојили ниједну медаљу.